# Mohamed Hamza
Mohamed Mahir Hamza Disuqy (arabiska: محمد ماهر حمزة دسوقي), född 11 september 2000, är en egyptisk fäktare som tävlar i florett. Hans syster Malak Hamza är också en olympisk fäktare.
Hamza har studerat vid Princeton University och tävlat för deras idrottsförening Princeton Tigers.

## Karriär
Vid olympiska sommarspelen 2016 i Rio de Janeiro var Hamza en del av Egyptens lag tillsammans med Tarek Ayad, Alaaeldin Abouelkassem och Mohamed Essam som slutade på sjunde plats i lagtävlingen i florett.
Vid olympiska sommarspelen 2020 i Tokyo, som arrangerades 2021, blev Hamza utslagen i kvartsfinalen i florett av tjeckiske Alexander Choupenitch samt var en del av Egyptens lag tillsammans med Alaaeldin Abouelkassem, Mohamed Hassan och Youssef Sanaa som slutade på åttonde plats i lagtävlingen i florett.
Vid olympiska sommarspelen 2024 i Paris blev Hamza utslagen i kvartsfinalen i florett av italienske Filippo Macchi samt var en del av Egyptens lag tillsammans med Mohamed Essam, Abdelrahman Tolba och Alaaeldin Abouelkassem som slutade på åttonde plats i lagtävlingen i florett.